# John Lasseter
John Alan Lasseter (Hollywood (Californië), 12 januari 1957) is een Amerikaanse filmregisseur en tekenfilmproducent. Hij was een van de oprichters van Pixar en baas bij Walt Disney Animation Studios. 

## Loopbaan
Lasseter heeft volgens sommigen de status van nieuwe Walt Disney, vanwege zijn populaire animatiefilms. In 2011 kreeg Lasseter een ster op de Hollywood Walk of Fame. Lasseter kwam  in november 2017 bij Pixar onder druk te staan wegens ongewenste intimiteiten. Hij werd vervolgens met pensioen gestuurd en ging begin 2019 werken bij Skydance Animation, een jonge studio die destijds nog geen film had uitgebracht.

## Filmografie

### Als regisseur

#### Films
- Luxo Jr. (1986)
- Red's Dream (1987)
- Tin Toy (1988)
- Knick Knack (1989)
- Toy Story (1995)
- A Bug's Life (1998)
- Toy Story 2 (1999)
- Cars (2006)
- Mater and the Ghostlight (2006)
- Cars 2 (2011)

### Als schrijver
- Luxo Jr. (1986)
- Red's Dream (1987)
- Tin Toy (1988)
- Knick Knack (1989)
- Toy Story (1995)
- A Bug's Life (1998)
- Toy Story 2 (1999)
- Cars (2006)
- Mater and the Ghostlight (2006)
- Mater's Tall Tales (2008-2012)
- Toy Story 3 (2010)
- Cars 2 (2011)
- Small Fry (2011)
- Partysaurus Rex (2012)
- Planes (2013)
- Toy Story of Terror! (2013)
- Tales from Radiator Springs (2013-2017)
- Toy Story 4 (2019)
- Cars on the Road (2022)

### Als uitvoerend producer
- The Adventures of Andre and Wally B (1984)
- Beauty and the Beast (1991)
- Geri's Game (1997)
- For the Birds (2000)
- Monsters, Inc. (2001)
- Mike's New Car (2001)
- Spirited Away (2001)
- Finding Nemo (2003)
- Boundin' (2003)
- The Incredibles (2004)
- Jack-Jack Attack (2005)
- One Man Band (2005)
- Mater and the Ghostlight (2005)
- Lifted (2006)
- Meet The Robinsons (2006)
- Ratatouille (2007)
- Your Friend the Rat (2007)
- WALL•E (2008)
- Presto (2008)
- Ponyo on the Cliff by the Sea (Engelse versie) (2008)
- Tinker Bell (2008)
- Bolt (2008)
- BURN-E (2008)
- Up (2009)
- Partly Cloudy (2009)
- Dug's Special Mission (2009)
- Tinker Bell and the Lost Treasure (2009)
- The Princess and the Frog (2009)
- Toy Story 3 (2010)
- Day & Night (2010)
- Tinker Bell and and the Great Fairy Rescue (2010)
- Tangled (2010)
- Mater's Tall Tales (2010-2012)
- Winnie the Pooh (2011)
- Hawaiian Vacation (2011)
- Cars 2 (2011)
- La Luna (2011)
- Small Fry (2011)
- Tangled Ever After (2012)
- Brave (2012)
- Secret of the Wings (2012)
- Wreck-It Ralph (2012)
- Partysaurus Rex (2012)
- The Legend of Mor'du (2012)
- Monsters University (2013)
- The Blue Umbrella (2013)
- Get a Horse! (2013)
- Planes (2013)
- Party Central (2013)
- Toy Story of Terror! (2013)
- Frozen (2013)
- Tales from Radiator Springs (2013-2017)
- The Pirate Fairy (2014)
- Planes: Fire & Rescue (2014)
- Lava (2014)
- Big Hero 6 (2014)
- Toy Story That Time Forgot (2014)
- Frozen Fever (2015)
- Inside Out (2015)
- The Good Dinosaur (2015)
- Sanjay's Super Team (2015)
- Riley's First Date? (2015)
- Zootropolis (2016)
- Finding Dory (2016)
- Piper (2016)
- Moana (2016)
- Cars 3 (2017)
- Lou (2017)
- Coco (2017)
- Olaf's Frozen Adventure (2017)
- Miss Fritter's Racing Skoool (2017)
- Incredibles 2 (2018)
- Bao (2018)
- Ralph Breaks the Internet (2018)

- Biblioteca Nacional de España: XX1442923
- Bibliothèque nationale de France: cb13541836q (data)
- Catàleg d'autoritats de noms i títols de Catalunya: 981058601711206706
- CiNii: DA09778938
- Gemeinsame Normdatei: 1041314108
- International Standard Name Identifier: 0000 0001 2280 6089
- Library of Congress Control Number: n95059484
- Nationale Bibliotheek van Letland: 000333254
- Bibliotheek van het Japanse parlement: 00534115
- Nationale Bibliotheek van Tsjechië: xx0142038
- Nationale Bibliotheek van Israël: 987007459741605171
- Nationale Bibliotheek van Polen: a0000002586005
- Nederlandse Thesaurus van Auteursnamen: 152797297
- SNAC: w6862vdv
- Système universitaire de documentation: 084162953
- Virtual International Authority File: 59246335
- WorldCat: E39PBJxrTvjvX6bFDtJwCQycfq